# Urocystidales
Ordre
Les Urocystidales sont un ordre de champignons basidiomycètes de la classe des Ustilaginomycetes.

## Liste des familles
Selon Catalogue of Life (17 novembre 2014) :
- famille des Doassansiopsidaceae
- famille des Floromycetaceae
- famille des Glomosporiaceae
- famille des Mycosyringaceae
- famille des Urocystidaceae

## Liste des familles, genres, espèces et non-classés
Selon NCBI (17 novembre 2014) :
- famille des Doassansiopsaceae
  - genre Doassansiopsis
    - Doassansiopsis deformans
    - Doassansiopsis limnocharidis
- famille des Fereydouniaceae
  - Fereydounia khargensis
- famille des Floromycetaceae
  - genre Antherospora
    - Antherospora hortensis
    - Antherospora muscari-botryoidis
    - Antherospora scillae
    - Antherospora tractemae
    - Antherospora vaillantii
    - Antherospora vindobonensis

  - genre Floromyces
    - Floromyces anemarrhenae
- famille des Glomosporiaceae
  - genre Thecaphora
    - Thecaphora affinis
    - Thecaphora alsinearum
    - Thecaphora amaranthi
    - Thecaphora capensis
    - Thecaphora cerastii
    - Thecaphora frezii
    - Thecaphora haumanii
    - Thecaphora hedysari
    - Thecaphora hennenii
    - Thecaphora italica
    - Thecaphora lathyri
    - Thecaphora leptideum
    - Thecaphora melandrii
    - Thecaphora oxalidis
    - Thecaphora oxytropis
    - Thecaphora polymniae
    - Thecaphora saponariae
    - Thecaphora schwarzmaniana
    - Thecaphora seminis-convolvuli
    - Thecaphora solani
    - Thecaphora spilanthis
    - Thecaphora thlaspeos
- famille des Melanotaeniaceae
  - genre Melanotaenium
    - Melanotaenium cingens
    - Melanotaenium endogenum
    - Melanotaenium euphorbiae

  - non-classé mitosporic Melanotaeniaceae
    - genre Rhodotorula
- famille des Urocystidaceae
  - genre Flamingomyces
    - Flamingomyces ruppiae

  - genre Melanoxa
    - Melanoxa oxalidiellae
    - Melanoxa oxalidis

  - genre Melanustilospora
    - Melanustilospora ari

  - genre Mundkurella
    - Mundkurella kalopanacis

  - genre Urocystis
    - Urocystis agropyri
    - Urocystis alopecuri
    - Urocystis alstroemeria
    - Urocystis anemones
    - Urocystis beckmanniae
    - Urocystis bulbocodii
    - Urocystis carcinodes
    - Urocystis colchici
    - Urocystis corsica
    - Urocystis eranthidis
    - Urocystis ficariae
    - Urocystis fischeri
    - Urocystis floccosa
    - Urocystis galanthi
    - Urocystis irregularis
    - Urocystis junci
    - Urocystis ornithogali
    - Urocystis primulae
    - Urocystis ranunculi
    - Urocystis syncocca
    - Urocystis trillii
    - Urocystis ulei

  - genre Ustacystis
    - Ustacystis waldsteiniae

  - genre Vankya
    - Vankya heufleri
    - Vankya ornithogali